# Acaena cylindristachya
Acaena cylindristachya é uma espécie de rosácea do gênero Acaena, pertencente à família Rosaceae.